# Familia Tuk

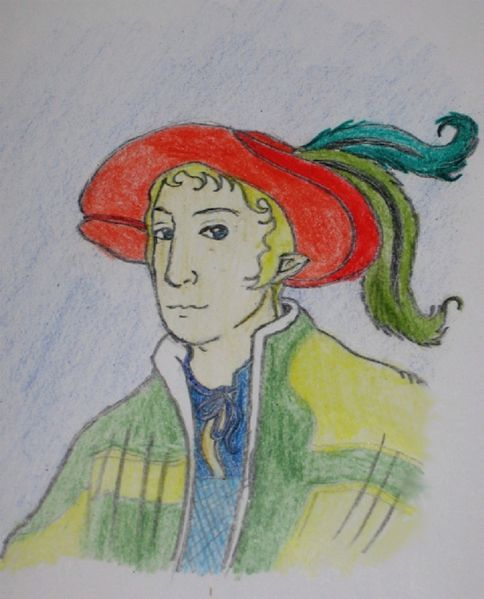
Peregrin Tuk, uno de los miembros más destacado de la familia Tuk, vestido con el atuendo de 32.º thain de la Comarca, cargo al que accedió en 1434 C. C. con el nombre de Peregrin I.

Los Tuk son una rica e influyente familia de hobbits en la novela El Señor de los Anillos de J. R. R. Tolkien. Algunos de sus miembros más destacados fueron Bandobras Tuk, Gerontius "el viejo" Tuk, Peregrin Tuk y Lalia Tuk.
Los Tuk eran una de las familias más prósperas y acomodadas de toda la Comarca incluso se dice que eran más ricos que la familia Bolsón. Vivían en las Tierras de Tuk, en la Cuaderna del Oeste. Debido a su fuerte ascendencia de sangre sangre alba, en su mayoría los miembros de la familia eran altos y con cabellos claros, a diferencia de los hobbits pelosos y fuertes. 
Los Tuk eran considerados para los Hobbits intrépidos y raros. Se les solía como caudillos de los otros. Se decía que un antepasado de los Tuk, se había casado sin duda con un Hada, rumor originado por un aire «no del todo hobbit» en ellos y por la tendencia de los miembros del clan Tuk a salir a correr aventuras, esto era desde luego absurdo, pero las lenguas curiosas no lo decían así.  
El cargo de Thain fue hereditario en la familia Tuk desde los tiempos de Isumbras I (2340 TE), y se sabe que de vez en cuando, algún miembro de la familia partía en busca de aventuras e incluso se hacían marineros y navegaban por el océano.
A partir de la época de Isengrim II, los Tuk que eran parientes cercanos del Thain, vivían en Grandes Smials, que se caracterizan por estar excavadas en colinas y lugares similares y por tener paredes redondeadas y numerosos túneles.
El nombre Tuk es una adaptación al castellano del verdadero nombre hobbítico, «Tûk», de origen olvidado.